# Łojówkowate
Łojówkowate (Sebacinaceae K. Wells & Oberw.) – rodzina grzybów należąca do rzędu Sebacinales.

## Systematyka
Według Index Fungorum bazującego na Dictionary of the Fungi do rodziny Sebacinaceae należą rodzaje:
- Chaetospermum Sacc. 1892
- Ditangium P. Karst. 1867 – dzbaneczka
- Efibulobasidium K. Wells 1975 – bezsprzążkowiec
- Flahaultia G. Arnaud 1951
- Globulisebacina Oberw., Garnica & K. Riess 2014
- Helvellosebacina Oberw., Garnica & K. Riess 2014
- Opadorhiza T.F. Andersen & R.T. Moore 1996
- Paulisebacina Oberw., Garnica & K. Riess 2014
- Sebacina Tul. & C. Tul. 1871 – łojek
- Tremellodendron G.F. Atk. 1902,
- Tremelloscypha D.A. Reid 1979
- Tremellostereum Ryvarden 1986

Polskie nazwy na podstawie pracy Władysława Wojewody z 2003 r. oraz rekomendacji Komisji ds. Polskiego Nazewnictwa Grzybów przy Polskim Towarzystwie Mykologicznym.